# Emmy Herzog
Emmy Herzog z domu Bogatzki (ur. 13 kwietnia 1903 w Charbielinie, zm. 30 sierpnia 2009 w Münster) – niemiecka pisarka. Pierwszą książkę napisała w wieku 96 lat, tym samym stała się najstarszą niemiecką pisarką w historii.

## Życiorys
Herzog spędziła młodość w Katowicach. W 1921 roku jej rodzina przeprowadziła się do Berlina, a później do Münster. Początkowo pracowała w domu towarowym, ale zrezygnowała z pracy, by poświęcić się opiece nad matką. 
W 1924 roku poznała Leo Steinwega, żydowskiego pochodzenia, kierowcę wyścigowego. W 1929 roku, dzięki nagrodom pieniężnym, uzyskanym za osiągnięcia w wyścigach, otworzył sklep z motocyklami i rowerami w Münster. Pobrali się w 1933 roku, jeszcze przed wejście w życie ustaw norymberskich. Rok wcześniej przeszedł z judaizmu na katolicyzm. Emmy zajmowała się sprzedażą i księgowością. Będąc w ciąży uległa wypadkowi samochodowemu, w wyniku którego straciła dziecko, a także możliwość ponownego zajścia w ciążę. Po przejęciu władzy przez Hitlera w Niemczech w 1933 roku Leo musiał zamknąć swoją działalność z powodu żydowskiego pochodzenia. Odebrane zostało mu także prawo jazdy, co oznaczało koniec jego kariery. W 1938 roku uciekł do Holandii, a w roku następnym dołączyła do niego żona. Emmy pracowała na ich utrzymanie i starała się załatwić dokumenty, które umożliwiły by im wyjazd do Brazylii. Wcześniej policja holenderska odebrała jej mężowi paszport. W 1942 roku naziści aresztowali Leo i przewieźli do obozu przejściowego w Westerbork. Dzięki determinacji Emmy udało jej się raz odwiedzić męża. Jednak jej starania o uwolnienie męża nie przyniosły pozytywnego rezultatu, a sama musiała co miesiąc zgłaszać się do gestapo w Amsterdamie, gdzie była namawiana do rozwodu.  W 1942 roku Leo został wywieziony do obozu koncentracyjnego w Auschwitz, a następnie przewieziony do obozu Flossenbürg, gdzie został zastrzelony w 1945 roku.
W 1950 roku wróciła do Münster, gdzie w 1953 roku wyszła za mąż za Eugena Herzoga. Od 1956 roku wraz z mężem prowadziła w Münster sklep z tytoniem. Wspólnie przeżyli 20 lat.
W 1999 roku, w wieku 96 lat, Emmy Herzog zaczęła spisywać historię swojego życia, w szczególności wspomnienia pierwszego męża Leo Steinwega. Książka została opublikowana w 2000 roku pod tytułem Życie z Leo (Leben mit Leo, reedycja w 2004 roku). W 2006 roku, w wieku 103 lat, opublikowała swoją drugą książkę, Kolorowe czasy (Bunte Zeiten), w której opisała historię czterech młodych kobiet i ich losów od końca I wojny światowej do końca II wojny światowej. Emmy Herzog była wówczas najstarszą pisarką w Niemczech.
W 2004 roku reżyser Christoph Busch nakręcił film dokumentalny z udziałem Emmy Herzog Emmy - 100 Jahre nie einen Liebeskummer poświęcony jej życiu i twórczości. 
Zmarła 30 sierpnia 2009 roku w Münster w wieku 106 lat jako najstarsza mieszkanka miasta.
14 listopada 2017 roku rada dzielnicy Münster-Mitte podjęły decyzję o nadaniu jednemu z placów miasta nazwy - Emmy-Herzog-Platz.

## Dzieła
- Życie z Leo, 2000
- Kolorowe czasy, 2006